# 髑髏と羽根ペンのある静物
『髑髏と羽根ペンのある静物』（どくろとはねペンのあるせいぶつ、蘭: Vanitasstilleven met schedel、英: Still-Life with a Skull and Writing Quill）は、オランダ黄金時代の画家ピーテル・クラースゾーンが1628年に板上に油彩で制作したヴァニタス (人生の虚しさの寓意) の静物画で、1620年代の画家の様式をよく表している。クラースのモノグラム「PC」が画面左端に記されている。作品は1949年にロジャーズ (Rogers) 基金により購入されて以来、ニューヨークのメトロポリタン美術館に所蔵されている。

## 作品
1620年代後半、クラースゾーンは限られた範囲の中間色のみで、自然光、あるいは髑髏の光の効果を活かして個々の事物を塑像することで、モノクローム様式のオランダ静物画の展開において主導的な役割を果たした。1628年制作の本作でも、画家は灰褐色と茶褐色に色彩を限定し、事物を注意深く描き出している。光の描写、質感表現、影の投影、物質と空間の創造力は、画家の素晴らしい観察力の賜物である。
細やかな観察とリアルに表された細部が緊張をはらみつつ、事物は明らかな象徴性を有している。ヴァニタスの静物画として、すべてが人生の儚さを想起させる。オイルが空になった陶器のランプのほぼ燃え尽きた芯からうっすらと煙が上がっている。これは、時は絶えず流れゆき、個人が成し遂げたことは重要でないことを暗示する。
白い羽根ペンは、人間の努力と知識の蓄積を象徴する本と文書を挟んだ使い古しの紙フォルダーの上に置かれている。前景左側にはペンケースの木製の留め具と紐があり、前景右側にはひっくり返ったレーマー杯がある。透明なレーマー杯には、この部屋に左上から差し込む光の源となっている、画面上では見えない窓が映り込んでいる。オランダの静物画家は、こうしたイリュージョンを非常に愛好した。クラースゾーンがとりわけ注意を払っているのは、髑髏の構造の描写である。画家は眼窩の細部を緻密に描くことにより、その目がかつては見えていたことを暗示するとともに、歯の1つ1つをその根元の形や隙間の空き具合まで丁寧に描写している。
画家は、事物を石板の端に置くことで画面空間を鑑賞者の空間と結びつけ、絵画のメッセージをいっそう強いものとしている。